# 唐斯 (堪薩斯州)
唐斯（英語：Downs）是一個位於美國堪薩斯州奧斯伯恩縣的城市。

## 地方資料
根據2020年美國人口普查的數據，唐斯的面積為2.90平方千米，當中陸地面積為2.90平方千米，而水域面積為0.00平方千米。當地共有人口800人，而人口密度為每平方千米275.86人。